# Zjupanovskij
Zjupanovskij (ryska Жупановский) är ett vulkanmassiv  på Kamtjatkahalvöns sydöstra del, i Ryssland.   Den består av fyra stratovulkaner. Vulkanen fick utbrott den 23 oktober 2013 efter 54 års inaktivitet.
Dess höjd är 2 923 meter över havet.